# 乌特雷拉
乌特雷拉，是西班牙安达卢西亚自治区塞维利亚省的一个市镇。总面积684平方公里，总人口45175人（2001年），人口密度66人/平方公里。